# Shameless (альбом Джуди Коллинз)
| Оценки критиков               | Оценки критиков |
| Источник                      | Оценка          |
| ----------------------------- | --------------- |
| AllMusic                      | [ 1 ]           |
| Encyclopedia of Popular Music | [ 2 ]           |

Shameless — двадцать третий студийный альбом американской певицы Джуди Коллинз, выпущенный 18 июля 1995 года на лейбле Mesa Recordings.

## Об альбоме
Данный альбом можно назвать саундтреком к одноимённому роману, который певица презентовала в том же году. Некоторые песни напрямую связаны с героями романа (в буклете есть примечания), например в книге есть персонаж Джулия Клируотер, успешная певица, её главный хит называется «Melody», песня с таким названием присутствует в трек-листе. В произведении присутствует много отсылок к реальным людям, включая саму певицу; главную героиню она списывала, похоже, с себя, поскольку на альбоме есть песни во многом автобиографичные, как, например, «Mountain Girl» (о девушке из горной местности, сама Коллинз родом из  Колорадо) или «Bard Of My Heart» (о самоубийстве её сына Кларка Тейлора).
Тем не менее, на альбоме присутствуют песни, не имеющие к роману никакого отношения, но имеющие острый подтекст. Например, на альбоме вновь появляется «Song For Sarajevo», призванная обратить внимание на войну в Боснии, она присутствовала на прошлом альбоме, как заявила Коллинз, она будет включать её на все свои новые альбомы, пока конфликт не будет урегулирован.
Сама пластинка имеет более современное, рокове звучание, чем прошлые работы. Певица сама написала все тексты и музыку, а также аранжировки для народных песен.

## Список композиций
| №                   | Название                      | Автор(ы)            | Длительность |
| ------------------- | ----------------------------- | ------------------- | ------------ |
| 1.                  | «Bright Morning Stars»        | народная            | 2:57         |
| 2.                  | «Melody»                      | Джуди Коллинз       | 4:24         |
| 3.                  | «Mountain Girl»               | Джуди Коллинз       | 4:22         |
| 4.                  | «Shameless»                   | Джуди Коллинз       | 4:12         |
| 5.                  | «Risk»                        | Джуди Коллинз       | 5:29         |
| 6.                  | «Bard Of My Heart»            | Джуди Коллинз       | 3:52         |
| 7.                  | «Wheel Rolling»               | Джуди Коллинз       | 5:35         |
| 8.                  | «Lily Of The Valley»          | народная            | 4:47         |
| 9.                  | «Let’s Pretend»               | Джуди Коллинз       | 4:50         |
| 10.                 | «Song For Sarajevo»           | Джуди Коллинз       | 4:46         |
| 11.                 | «Wind, Water, Fire And Stone» | Джуди Коллинз       | 7:49         |
| 12.                 | «Kerry Dancers»               | Джуди Коллинз       | 1:19         |
| 13.                 | «Raised On Rock And Roll»     | Джуди Коллинз       | 4:24         |
| Общая длительность: | Общая длительность:           | Общая длительность: | 59:28        |